# Сен-Лоран-ле-Бен
Сен-Лора́н-ле-Бен (фр. Saint-Laurent-les-Bains, окс. Sant Laurenç daus Banhs) — коммуна во Франции, находится в регионе Рона — Альпы. Департамент коммуны — Ардеш. Входит в состав кантона Сент-Этьен-де-Люгдаре. Округ коммуны — Ларжантьер.
Код INSEE коммуны — 07262.
Коммуна расположена приблизительно в 490 км к югу от Парижа, 145 км юго-западнее Лиона, 55 км к западу от Прива.

## Население
Население коммуны на 2008 год составляло 156 человек.
| 1962 | 1968 | 1975 | 1982 | 1990 | 1999 | 2008 |
| ---- | ---- | ---- | ---- | ---- | ---- | ---- |
| 173  | 226  | 199  | 165  | 136  | 182  | 156  |

## Экономика
В 2007 году среди 89 человек в трудоспособном возрасте (15—64 лет) 53 были экономически активными, 36 — неактивными (показатель активности — 59,6 %, в 1999 году было 69,5 %). Из 53 активных работали 45 человек (24 мужчины и 21 женщина), безработных было 8 (4 мужчины и 4 женщины). Среди 36 неактивных 4 человека были учениками или студентами, 19 — пенсионерами, 13 были неактивными по другим причинам.

## Достопримечательности
- Монастырь Нотр-Дам-де-Неж[англ.], был основан в 1850 году[3]

## Фотогалерея
- Герб монастыря
- Карта коммуны